# Gia Tân, Gia Lộc
Gia Tân là một xã thuộc huyện Gia Lộc, tỉnh Hải Dương, Việt Nam.
Xã Gia Tân gồm ba thôn là: Thôn Phúc Tân (làng Phúc Mại), Thôn Lãng Xuyên (làng Lãng Xuyên) và Thôn An Tân (làng Chàng).
Trên địa bàn xã có một trường Tiểu học và một trường Trung học cơ sở đều nằm tại thôn Lãng Xuyên.
Xã Gia Tân có diện tích 3,51 km², dân số năm 1999 là 4964 người, mật độ dân số đạt 1414 người/km².